# Lunatic Harness
Pour les articles homonymes, voir Lunatic (homonymie).
Albums de µ-Ziq
In Pine Effect
(1995) Royal Astronomy
(1999)
Singles
1. Brace Yourself
Sortie : 5 mai 1998

Lunatic Harness est le quatrième album de µ-Ziq, paru en 1997 sur Planet Mu.

## Développement
Lunatic Harness marque pour µ-Ziq un virage vers les expérimentations drum and bass et ambient de ses comparses Aphex Twin et Squarepusher. Michael Paradinas lui reconnait d'ailleurs de fortes similarités avec Richard D. James Album. De même il admet s'être beaucoup inspiré d'un live de Squarepusher en 1996 pour le morceau Hasty Boom Alert. Il estime toutefois se démarquer de ses homologues par son approche attentive des mélodies, ce en quoi il est rejoint par la plupart des critiques.
La pochette est due aux graphistes de Blue Source, déjà à l’œuvre pour des artistes comme Pulp, Spiritualized, Leftfield, Cocteau Twins ou encore Placebo. Tous les morceaux sont signés Paradinas. Le titre homonyme contient un sample accéléré du morceau Human Beat Box du groupe de hip-hop The Fat Boys. Selon une rumeur, Wannabe serait un remix du titre des Spice Girls, une voix gutturale répétant tout au long du morceau la phrase « If you wanna be my lover, you gonna get with my friends ».
Comme son prédécesseur In Pine Effect, Lunatic Harness bénéficie d'une distribution sur le sol américain assurée par Astralwerks, ce qui lui permet d'atteindre rapidement la barre des 50 000 exemplaires vendus à travers le monde.

## Réception
Les critiques sont excellentes. Spin le décrit comme « une révélation », « un arc en ciel drum'n'bass sortie du cuisinart » de µ-Ziq. AllMusic le gratifie lui-même de sa note maximale, estimant qu'en revenant à l'inspiration de ses premiers disques, Paradinas trouve « le difficile équilibre entre groove structuré et total chaos ». De même Pitchfork, qui range l'artiste parmi les « génies de l'électro de la fin des années 90 », estime l'album « aussi sauvagement hors de contrôle que doux comme un smoothie fraise ».
Interrogé par le webzine Chart Attack (en), FaltyDL classe Lunatic Harness parmi ses cinq albums favoris, y voyant « l'apogée de l'IDM electronica anglaise au milieu des années 90 ». Le mensuel américain CMJ New Music Monthly le qualifie quant à lui de « superbe », l'« album le plus accompli à ce jour » de µ-Ziq, une « pièce maîtresse » qui renvoie le reste de sa discographie à un simple rôle préparatoire, et lui assure sa place dans l'avant-garde de ceux qui « repensent à ce que la musique pourrait être ». Deux mois après sa sortie, Lunatic Harness atteint la première place au top 25 Dance du périodique, et reçoit le titre d'album de la semaine pour les magazines NME et Melody Maker.
Sputnikmusic évoque à son sujet une « écoute décalée, fortement recommandée », même s'il souligne l'importance de le parcourir plusieurs fois pour vraiment l'apprécier. Parmi les blogs, Guts Of Darkness qualifie Lunatic Harness de « disque-étalon », tandis que Les Chroniques Automatiques le considère « indispensable dans la catégorie electronica / drill / drum pré-2000 ».

## Liste des titres
| 1.    | Brace Yourself Jason | A1 | 6:22 |
| 2.    | Hasty Boom Alert     | A2 | 5:15 |
| 3.    | Mushroom Compost     | A3 | 3:19 |
| 4.    | Blainville           | B1 | 3:41 |
| 5.    | Lunatic Harness      | B2 | 6:05 |
| 6.    | Approaching Menace   | B3 | 7:01 |
| 7.    | My Little Beautiful  | C1 | 5:39 |
| 8.    | Secret Stair (Pt. 1) | C2 | 4:16 |
| 9.    | Secret Stair (Pt. 2) | C3 | 4:59 |
| 10.   | Wannabe              | C4 | 6:49 |
| 11.   | Catkin and Teasel    | D1 | 4:36 |
| 12.   | London               | D2 | 6:11 |
| 13.   | Midwinter Log        | D3 | 6:40 |
| 70:53 |                      |    |      |